# North Sentinel Island
North Sentinel Island er en ø, der hører til øgruppen Andamanerne i den Bengalske Bugt. Øen ligger cirka 1305 km fra det indiske fastland, har et areal på 59,67 km² og er omtrent formet som en firkant. North Sentinel Island er hjemsted for Sentineleserne, en gruppe isolerede mennesker, der har nægtet enhver kontakt med omverdenen. Sentineleserne er blandt de sidste folkegrupper, der er forblevet uberørt af den moderne civilisation. Sentineleserne og andre oprindelige grupper fra naboøerne er beskyttet af en lov fra 1956, som forbyder rejser til selve øen. Området patruljeres jævnligt af den indiske flåde.
Selvom North Sentinel Island ikke officielt er en del af Indiens autonome regioner, fungerer øen i praksis som et selvstyrende territorium under indisk beskyttelse. Myndighederne anerkender øboernes ønske om at blive efterladt i fred og begrænser deres rolle til at overvåge øen.
Øboerne har gentagne gange angrebet fartøjer rundt om øen. I januar 2006 blev to fiskere dræbt, da deres båd drev for tæt på øen. Ingen personer blev retsforfulgt. I 2018 blev John Allen Chau, en 26-årig amerikansk missionær, dræbt under en ulovlig rejse til øen med planer om at udbrede kristendommen. Syv personer blev tilbageholdt af indisk politi med mistanke om at have hjulpet Chau med at besøge øen ulovligt. Fiskere fortalte politiet, at de havde set øboerne begrave Chau, men myndighederne har ikke været i stand til at bjærge liget fra øen.